# Hilbertův program
Pojmem Hilbertův program se označuje snaha německého matematika Davida Hilberta o formalizaci matematiky až na úroveň jednoduchých axiomů, ze kterých by se daly korektně dokázat všechny matematické věty.
Smyslem programu bylo redukovat složité matematické teorie (například matematickou analýzu) na jednoduché formální systémy a ty potom na jednoduchou aritmetiku, o které by se ukázalo, že je bezesporná a úplná.
Hilbert vyhlásil tento program ve 20. letech 20. století, ale již v roce 1931 dokázal Kurt Gödel své věty o neúplnosti. Jejich důsledkem je fakt, že pomocí aritmetiky nelze dokázat bezespornost a úplnost aritmetiky samotné a že žádná teorie, která by se dala použít k popisu všech matematických pravd, nemůže dokázat svoji vlastní bezespornost.
Hilbertův program je tedy neuskutečnitelný.